# Copa Chile Fútbol Joven
La Copa Chile Fútbol Joven es un torneo de los clubes chilenos que se inició el año 2009. Es organizada por la Asociación Nacional de Fútbol Profesional (ANFP), perteneciente a la Federación de Fútbol de Chile.

## Formato
Conformado por 32 clubes distribuidos en 7 zonas. Se prolongará en forma continua hasta el 21 de marzo y cada club podrá disputar seis partidos. Los equipos clasificados seguirán jugando la siguiente fase durante el mes de julio.

### Grupos
Los grupos están conformados de la siguiente manera:
- Grupo 1: San Marcos de Arica, Municipal Iquique, Cobreloa, Deportes Antofagasta.
- Grupo 2: Deportes Copiapó, Deportes La Serena, Coquimbo Unido, Unión La Calera.
- Grupo 3: Everton, Santiago Wanderers, San Luis, Unión San Felipe.
- Grupo 4: O'Higgins, Rangers, Curicó Unido, Deportes Melipilla.
- Grupo 5: Huachipato, Deportes Concepción, Lota Schwager, Ñublense.
- Grupo 6: Universidad de Concepción, Naval, Provincial Osorno, Deportes Puerto Montt.
- Grupo 7: Santiago Morning, Colo-Colo, Palestino, Audax Italiano, Unión Española, Universidad de Chile, Cobresal, Universidad Católica, Cobreloa Santiago (en Sub-16 y Sub-15)

## Historial

### Sub-18
| Año  | Campeón                  | Subcampeón               |
| ---- | ------------------------ | ------------------------ |
| 2009 | O'Higgins                | Deportes La Serena       |
| 2010 | No se disputó campeonato | No se disputó campeonato |
| 2011 | O'Higgins                | Deportes Concepción      |

### Sub-17
| Año  | Campeón                  | Subcampeón               |
| ---- | ------------------------ | ------------------------ |
| 2009 | Universidad Católica     | O'Higgins                |
| 2010 | No se disputó campeonato | No se disputó campeonato |
| 2011 | Colo-Colo                | Huachipato               |

### Sub-16
| Año  | Campeón                  | Subcampeón               |
| ---- | ------------------------ | ------------------------ |
| 2009 | Deportes La Serena       | Rangers                  |
| 2010 | No se disputó campeonato | No se disputó campeonato |
| 2011 | Colo-Colo                | Coquimbo Unido           |

### Sub-15
| Año  | Campeón                  | Subcampeón               |
| ---- | ------------------------ | ------------------------ |
| 2009 | Universidad de Chile     | Huachipato               |
| 2010 | No se disputó campeonato | No se disputó campeonato |
| 2011 | Deportes La Serena       | Unión Temuco             |